# Полковник Ламбриново
Полковник Ламбриново е село в Североизточна България. То се намира в община Силистра, област Силистра.

## География
Село Ламбриново се намира на 13 км югозападно от Силистра. В северната си част селото е разположено върху равнинен терен, а южната е на склон. Разположението на улиците е перпендикулярно, оформени са парцели с еднаква квадратура от по 2100 м2.

## История
Селото е заселено по време на румънското управление в Южна Добруджа и носи името Фрашари. През 1940 година като част от възвърнатите на България според Крайовската спогодба територии е включено в границите на България. От юни 1942 година селото носи името Полковник Ламбриново в чест на Константин Ламбринов (1868 - 1918), български военен деец, загинал през Първата световна война.
В селото живеят наследници на преселници от село Алмали, намиращо се на територията на днешна Румъния. Има участници във Втората световна война от 31-ви силистренски пехотен полк – „Железния“. В центъра на селото има парк, където се намира и паметник на загиналите през войната.

## Население
Численост на населението според преброяванията през годините:
| \| Година на преброяване \| Численост \| \| --------------------- \| --------- \| \| 1934 \| 799 \| \| 1946 \| 581 \| \| 1956 \| 561 \| \| 1965 \| 420 \| \| 1975 \| 236 \| \| 1985 \| 170 \| \| 1992 \| 125 \| \| 2001 \| 137 \| \| 2011 \| 87 \| \| 2021 \| 139 \| |           |
| Година на преброяване | Численост |
| 1934 | 799       |
| 1946 | 581       |
| 1956 | 561       |
| 1965 | 420       |
| 1975 | 236       |
| 1985 | 170       |
| 1992 | 125       |
| 2001 | 137       |
| 2011 | 87        |
| 2021 | 139       |

### Етнически състав
Преброяване на населението през 2011 г.
Численост и дял на етническите групи според преброяването на населението през 2011 г.:
|                     | Численост | Дял (в %) |
| Общо                | 87        | 100.00    |
| Българи             | 87        | 100.00    |
| Турци               | 0         | 0.00      |
| Цигани              | 0         | 0.00      |
| Други               | 0         | 0.00      |
| Не се самоопределят | 0         | 0.00      |
| Неотговорили        | 0         | 0.00      |

## Културни и природни забележителности
В землището на селото се намира гражданско и военно Летище Силистра, закрито в края на XX век. Също до селото се намира и така нареченият Ламбриновски язовир. Като културна забележителност може да се отбележи наличието на чешма, която е една от най-големите в региона.

## Редовни събития
24 май- събор на селото. В Ламбриново са известни с гостоприемството си.

## Други
Селото е малко и няма много хора. Но колкото и хора да има там, те са прекрасни със своята кухня, характер и гостоприемство. Към настоящия момент на територията на селото има една действаща дървопреработвателна фабрика, хладилна база за плодове и зеленчуци и база на две транспортни фирми. Интересно е, че в землището на селото се намира и масив от около 1600 дка лозе, запазен след 10 ноември. Но към днешна дата повече от половината са изкоренени. Сортовете, които се отглеждат, са винени: мускат, шардоне, ризлинг и ркацители
Има магазин/бар в центъра на селото, до парка.